# Светковина
Светковина је љубавна песма у којој Сима Пандуровић поистовећује заљубљеност са губљењем разума.
Када се песма појавила, књижевни критичари попут Јована Скерлића су је назвали болесном песмом која велича безумље и квари омладину.
Пандуровић најављује експресионизам, оригиналан је песник, а песимизам произлази из његовог животног става (незадовољан положајем интелектуалаца тадашње Србије).
Заљубљен пар, који је Сима сместио у лудачке кошуље и болнички врт, је заправо симбол свих младих заљубљених. Они су сишли с ума јер су заљубљени. Осећања су им помутила разум и живе у свом свету. Да би сачували љубав која је као плав и нежан цвет, морали су да се одвоје од реалног света, од свих придика, упозорења, мука, сумњи и рана.
Пандуровић је приказао 2 гледишта: здраворазумски, који све ставља у сумњу и осуђује свет одраслих, и виђање заљубљеног пара који су болесни од љубави.
Последњи стих је збуњујући. Не знамо ко и зашто плаче, да ли суза трепери у очима посматрача који немају слуха за снажно осећање, јер је то сажаљење, или се са тугом присећају своје младости.